# Biologia Centrali-Americana
Biologia Centrali-Americana е монументала енциклопедия по естествознание на Мексико и Централна Америка, издадена в периода 1879 – 1915 и написана от водещи учени под редакцията на Фредерик Дюкейн Годман и Осбърт Салвин. Енциклопедията е на английски език и е разделена на 63 тома, описващи 50 263 вида организми, от които 19 263 нови за науката. Съдържа 1677 литографии (повече от 900 от които цветни), изобразяващи 18 587 обекта. Освен ботанически и зоологически знания, енциклопедията включва и няколко тома, посветени на археологията. Днес всичките томове са дигитализирани и достъпни свободно благодарение на Смитсоновия институт.

## Значимост днес
Въпреки че е завършена преди повече от век, енциклопедията продължава да бъде важен източник на информация и днес. Тя дава детайлен поглед върху флората и фауната разпространени в Централна Америка по онова време. Тази информация, съчетана със съвременни изследвания, позволява да се проследи развитието на организмите през времето – как са се изменили ареалите им и кои видове са изчезнали.
Тъй като систематиката на организмите е претърпяла значително развитие в последното столетие, много от таксономичните названия използвани в енциклопедията са променили своя статус до днес (преименувани, синонимизирани и т.н.). Затова, за да се улесни боравенето с енциклопедията, са създадени множество корелативни списъци на видовете – показващи съвременното утвърдено име и съответстващото му от енциклопедията.
Списък на корелативни списъци за различни организмови групи:
- За Lepidoptera изготвен от Wanda Dameron
- Centipedes (Myriapoda, Chilopoda) of Biologia Centrali-Americana: Current status of the names, 2011
- Staphylinidae (Insecta: Coleoptera) of the Biologia Centrali-Americana: Current status of the names, Zootaxa 1251: 1 – 70, 2006 (pdf)

## Дигитализация
Енциклопедията е дигитализирана напълно от Смитсоновия институт като серия от растерни изображения. Процесът на дигитализация обаче продължава с OCR и маркиране на текста чрез XML, за да бъде съдържанието по-добре структурирано и достъпно за текстово търсене. Целите, които си поставя институтът, се разрастват и се започва проектът INOTAXA, който има за цел да направи достъпни на едно място таксономични данни и от множество други източници, освен от Biologia Centrali-Americana.